# Dony Tri Pamungkas
Dony Tri Pamungkas, né le 11 janvier 2005 à Kabupaten de Boyolali, est un footballeur international indonésien. Il joue au poste d'arrière gauche à Persija Jakarta. 

## Biographie

### En club
Il joue son premier match avec le Persija Jakarta le 28 septembre 2021 contre Persita Tangerang en championnat.

### En sélection
Le 25 novembre 2024, il est convoqué pour la première fois en sélection pour disputer le championnat d'Asie du Sud-Est. Il joue son premier match le 9 décembre contre la Birmanie. 